# Enric Bastit Garcia
Enric Bastit Garcia († 1940) fou un intel·lectual valencià. Treballà com a delineant a la Secció d'Obres Públiques de l'Ajuntament de València i fou membre de l'Agrupació Valencianista Republicana. Fou candidat del Front d'Esquerres a les eleccions generals espanyoles de 1933 a la província de València però no fou escollit, i el 1935 fou un dels fundadors de Nova Germania amb Antoni Igual Úbeda. El 1936 fou nomenat president de l'Ateneu Mercantil de València, càrrec que va ocupar fins al 1939. En acabar la guerra civil espanyola fou tancat a la presó de Sant Miquel dels Reis, on va morir el 1940.